# هولس‌ورتی، نیوساوت ولز
هولس‌ورتی (به انگلیسی: Holsworthy) یک حومه شهر در استرالیا است که در نیو ساوت ولز واقع شده‌است.